# Lîsohirka, Zaporijjea
Lîsohirka (în ucraineană Лисогірка) este localitatea de reședință a comunei Lîsohirka din raionul Zaporijjea, regiunea Zaporijjea, Ucraina.

## Demografie
Componența lingvistică a localității Lîsohirka
     Ucraineană (81,94%)
     Rusă (17,66%)
     Alte limbi (0,1%)
Conform recensământului din 2001, majoritatea populației localității Lîsohirka era vorbitoare de ucraineană (81,94%), existând în minoritate și vorbitori de rusă (17,66%).